# Bulbophyllum guttulatoides
Bulbophyllum guttulatoides är en orkidéart som beskrevs av Leonid Vladimirovitj Averjanov. Bulbophyllum guttulatoides ingår i släktet Bulbophyllum och familjen orkidéer.
Artens utbredningsområde är Vietnam. Inga underarter finns listade i Catalogue of Life.